# Sandra Völker
Sandra Völker, née le 1er avril 1974 à Lübeck (Schleswig-Holstein), est une ancienne nageuse allemande de nage libre et de dos. En quatre participations aux Jeux olympiques, elle a remporté quatre médailles, dont deux en épreuve individuelle, toutes obtenues à Atlanta en 1996. Multiple médaillée dans les grands rendez-vous, elle détient quatre titres de championne du monde, neuf titres européens en grand bassin et vingt-trois en petit bassin.

## Carrière
Elle participe une première fois aux Jeux olympiques en 1992 à Barcelone mais ne remporte pas de médaille. Quatre ans plus tard à Atlanta, elle termine seconde du 100 m nage libre derrière la Chinoise Le Jingyi. Elle prend la troisième place du 50 m nage libre et décroche deux autres podiums avec les relais allemands 4 × 100 m nage libre et 4 × 200 m nage libre. Après Sydney en 2000, elle participe aux Jeux olympiques d'Athènes en 2004 mais ne parvient pas à passer le cap des séries sur 50 m nage libre.
Par ailleurs, elle a gagné le relais 4 × 100 m nage libre des mondiaux de Fukuoka en 2001. Cinq autres médailles mondiales obtenues en 1998 à Perth et à Fukuoka en 2001 s'ajoutent à sa collection de médailles.
Aux championnats d'Europe en grand bassin, après une première participation en 1991 à Athènes, elle gagne sa première médaille individuelle (bronze sur 100 m dos) et son premier titre en relais (4 × 100 m 4 nages) en 1993 à Sheffield. Quatre ans plus tard, elle remporte le titre sur 100 m nage libre, ainsi que les relais 4 × 100 m nage libre et 4 × 100 m 4 nages. A Istanbul en 1999, elle réalise le doublé 50-100 m dos et participe à la conservation du titre sur 4 × 100 m nage libre. Enfin, elle obtient deux nouveaux titres en relais en 2002.
Elle annonce sa retraite le 21 mars 2008. Après avoir donné naissance à une petite fille en octobre 2006, elle avait tenté sans réussite de reprendre la compétition en vue des Jeux olympiques de 2008 organisés à Pékin.

## Records
La nageuse allemande a détenu plusieurs records dont :

Record du monde sur 50 m dos :
- Grand bassin : 5 améliorations entre 1997 et 2000.
- Petit bassin : 1 amélioration en 1998.

## Palmarès

### Jeux olympiques
- Jeux olympiques de 1996 à Atlanta (États-Unis) :
  -  Médaille d'argent sur le 100 m nage libre.
  -  Médaille de bronze avec le relais allemand 4 × 100 m nage libre.
  -  Médaille de bronze sur le 50 m nage libre.

### Championnats du monde
Grand bassin :
- Championnats du monde 1998 à Perth (Australie)
  -  Médaille d'argent sur 50 m nage libre
  -  Médaille d'argent avec le relais allemand 4 × 100 m nage libre
  -  Médaille de bronze sur 100 m dos
- Championnats du monde 2001 à Fukuoka (Japon)
  -  Médaille d'or avec le relais allemand 4 × 100 m nage libre
  -  Médaille de bronze sur 50 m nage libre
  -  Médaille de bronze sur 100 m nage libre
- Championnats du monde 2003 à Barcelone (Espagne)
  -  Médaille d'argent avec le relais allemand 4 × 100 m nage libre

Petit bassin :
- Championnats du monde 1995 à Rio de Janeiro (Brésil)
  -  Médaille de bronze sur 50 m nage libre
  -  Médaille de bronze sur 100 m nage libre
- Championnats du monde 1997 à Göteborg (Suède)
  -  Médaille d'or sur 50 m nage libre
  -  Médaille d'argent sur 100 m nage libre
  -  Médaille d'argent avec le relais allemand 4 × 100 m nage libre
- Championnats du monde 1999 à Hong Kong (Chine)
  -  Médaille d'or sur 50 m dos
  -  Médaille d'argent sur 100 m nage libre
- Championnats du monde 2000 à Athènes (Grèce)
  -  Médaille d'or sur 50 m dos
  -  Médaille d'argent sur 50 m nage libre
  -  Médaille d'argent sur 4 × 100 m nage libre
  -  Médaille d'argent sur 4 × 100 m 4 nages

### Championnats d'Europe
| Discipline / Année | Nage libre | Nage libre | Dos    | Dos    | Relais     | Relais     |
| Discipline / Année | 100 m      | 50 m       | 50 m   | 100 m  | 4 × 100 NL | 4 × 100 4N |
| ------------------ | ---------- | ---------- | ------ | ------ | ---------- | ---------- |
| Sheffield 1993     | -          | -          | -      | Bronze | -          | Or         |
| Séville 1997       | Argent     | Or         | -      | Bronze | Or         | Or         |
| Istanbul 1999      | -          | Bronze     | Or     | Or     | Or         | Argent     |
| Berlin 2002        | -          | -          | Argent | Argent | Or         | Or         |

| Discipline / Année | Nage libre | Nage libre | Dos  | Dos   | Papillon | Papillon | Relais    | Relais    |
| Discipline / Année | 50 m       | 100 m      | 50 m | 100 m | 50 m     | 100 m    | 4 × 50 NL | 4 × 50 4N |
| ------------------ | ---------- | ---------- | ---- | ----- | -------- | -------- | --------- | --------- |
| Gelsenkirchen 1991 | -          | -          | Or   | -     | -        | -        | Or        | Or        |
| Espoo 1992         | -          | -          | Or   | -     | -        | -        | Or        | Or        |
| Gateshead 1993     | Or         | -          | Or   | -     | -        | -        | Argent    | Or        |
| Stavanger 1994     | Or         | -          | Or   | -     | -        | -        | Or        | Or        |
| Rostock 1996       | Or         | Or         | Or   | -     | Argent   | Argent   | Or        | Or        |
| Sheffield 1998     | -          | -          | Or   | Or    | -        | -        | Or        | Or        |
| Lisbonne 1999      | -          | Bronze     | Or   | -     | -        | -        | Argent    | Argent    |